# Ruslan Malinovskyi
Ruslan Volodymyrovych Malinovskyi (tiếng Ukraina: Руслан Володимирович Маліновський; sinh ngày 4 tháng 5 năm 1993) là một cầu thủ bóng đá chuyên nghiệp người Ukraina hiện đang chơi ở vị trí tiền vệ cho câu lạc bộ Genoa tại Serie A, theo dạng cho mượn từ câu lạc bộ Marseille và đội tuyển bóng đá quốc gia Ukraina.

## Thống kê sự nghiệp

### Câu lạc bộ
Tính đến ngày 10 tháng 3 năm 2022
| Câu lạc bộ          | Mùa giải            | Giải vô địch             | Giải vô địch | Giải vô địch | Cúp quốc gia | Cúp quốc gia | Châu lục | Châu lục | Khác | Khác | Tổng cộng | Tổng cộng |
| Câu lạc bộ          | Mùa giải            | Hạng đấu                 | Trận         | Bàn          | Trận         | Bàn          | Trận     | Bàn      | Trận | Bàn  | Trận      | Bàn       |
| ------------------- | ------------------- | ------------------------ | ------------ | ------------ | ------------ | ------------ | -------- | -------- | ---- | ---- | --------- | --------- |
| Shakhtar-3 Donetsk  | 2010–11             | Ukrainian Second League  | 8            | 1            | —            | —            | —        | —        | —    | —    | 8         | 1         |
| Shakhtar-3 Donetsk  | 2011–12             | Ukrainian Second League  | 25           | 4            | —            | —            | —        | —        | —    | —    | 25        | 4         |
| Shakhtar-3 Donetsk  | 2012–13             | Ukrainian Second League  | 6            | 5            | —            | —            | —        | —        | —    | —    | 6         | 5         |
| Shakhtar-3 Donetsk  | Tổng cộng           | Tổng cộng                | 39           | 10           | —            | —            | —        | —        | —    | —    | 39        | 10        |
| Sevastopol-2        | 2012–13             | Ukrainian Second League  | 2            | 1            | —            | —            | —        | —        | —    | —    | 2         | 1         |
| Sevastopol          | 2012–13             | Ukrainian First League   | 16           | 1            | 2            | 0            | —        | —        | —    | —    | 18        | 1         |
| Sevastopol          | 2013–14             | Ukrainian Premier League | 0            | 0            | 1            | 0            | —        | —        | —    | —    | 1         | 0         |
| Sevastopol          | Tổng cộng           | Tổng cộng                | 16           | 1            | 3            | 0            | —        | —        | —    | —    | 19        | 1         |
| Zorya Luhansk       | 2013–14             | Ukrainian Premier League | 8            | 3            | —            | —            | —        | —        | —    | —    | 8         | 3         |
| Zorya Luhansk       | 2014–15             | Ukrainian Premier League | 23           | 1            | 5            | 0            | 4        | 2        | —    | —    | 32        | 3         |
| Zorya Luhansk       | 2015–16             | Ukrainian Premier League | 13           | 3            | 3            | 0            | 4        | 4        | —    | —    | 20        | 7         |
| Zorya Luhansk       | Tổng cộng           | Tổng cộng                | 44           | 7            | 8            | 0            | 8        | 6        | —    | —    | 60        | 13        |
| Genk                | 2015–16             | Belgian Pro League       | 13           | 0            | 2            | 0            | —        | —        | —    | —    | 15        | 0         |
| Genk                | 2016–17             | Belgian Pro League       | 20           | 5            | 2            | 1            | 5        | 1        | —    | —    | 27        | 7         |
| Genk                | 2017–18             | Belgian Pro League       | 37           | 5            | 5            | 2            | —        | —        | —    | —    | 42        | 7         |
| Genk                | 2018–19             | Belgian Pro League       | 37           | 13           | 1            | 0            | 13       | 3        | —    | —    | 51        | 16        |
| Genk                | Tổng cộng           | Tổng cộng                | 107          | 23           | 10           | 3            | 18       | 4        | —    | —    | 135       | 30        |
| Atalanta            | 2019–20             | Serie A                  | 34           | 8            | 1            | 0            | 9        | 1        | —    | —    | 44        | 9         |
| Atalanta            | 2020–21             | Serie A                  | 36           | 8            | 3            | 2            | 4        | 0        | —    | —    | 43        | 10        |
| Atalanta            | 2021–22             | Serie A                  | 22           | 6            | 1            | 0            | 8        | 4        | —    | —    | 31        | 10        |
| Atalanta            | Tổng cộng           | Tổng cộng                | 92           | 22           | 5            | 2            | 21       | 5        | —    | —    | 118       | 29        |
| Tổng cộng sự nghiệp | Tổng cộng sự nghiệp | Tổng cộng sự nghiệp      | 298          | 64           | 26           | 5            | 47       | 15       | 0    | 0    | 371       | 84        |

### Quốc tế
Tính đến 26 tháng 3 năm 2024
| Ukraina   | Ukraina | Ukraina |
| Năm       | Trận    | Bàn     |
| --------- | ------- | ------- |
| 2015      | 3       | 0       |
| 2016      | 0       | 0       |
| 2017      | 5       | 0       |
| 2018      | 10      | 2       |
| 2019      | 9       | 3       |
| 2020      | 5       | 1       |
| 2021      | 13      | 0       |
| 2022      | 6       | 1       |
| 2023      | 6       | 0       |
| 2024      | 2       | 0       |
| Tổng cộng | 59      | 7       |

### Bàn thắng quốc tế
Bàn thắng và kết quả của Ukraina được để trước.
| #  | Ngày                 | Địa điểm                                                  | Đối thủ      | Bàn thắng | Kết quả | Giải đấu                    |
| -- | -------------------- | --------------------------------------------------------- | ------------ | --------- | ------- | --------------------------- |
| 1. | 10 tháng 10 năm 2018 | Sân vận động Luigi Ferraris, Genoa, Ý                     | Ý            | 1–1       | 1–1     | Giao hữu                    |
| 2. | 16 tháng 10 năm 2018 | Sân vận động Metalist, Kharkiv, Ukraina                   | Cộng hòa Séc | 1–0       | 1–0     | UEFA Nations League 2018–19 |
| 3. | 7 tháng 9 năm 2019   | Sân vận động LFF, Vilnius, Litva                          | Litva        | 3–0       | 3–0     | Vòng loại UEFA Euro 2020    |
| 4. | 11 tháng 10 năm 2019 | Sân vận động Metalist, Kharkiv, Ukraina                   | Litva        | 1–0       | 2–0     | Vòng loại UEFA Euro 2020    |
| 5. | 11 tháng 10 năm 2019 | Sân vận động Metalist, Kharkiv, Ukraina                   | Litva        | 2–0       | 2–0     | Vòng loại UEFA Euro 2020    |
| 6. | 10 tháng 10 năm 2020 | Khu liên hợp thể thao quốc gia Olimpiyskiy, Kiev, Ukraina | Đức          | 1–2       | 1–2     | UEFA Nations League 2020–21 |
| 7. | 11 tháng 6 năm 2022  | Sân vận động Miejski ŁKS, Łódź, Ba Lan                    | Ba Lan       | 1–0       | 3–0     | UEFA Nations League 2022–23 |

## Danh hiệu

### Câu lạc bộ

#### Sevastopol
- Ukrainian First League: 2012–13

#### Genk
- Belgian First Division A: 2018–19

#### Atalanta
- Coppa Italia runner-up: 2020–21[7]

### Quốc tế

#### U-21 Ukraine
- Commonwealth of Independent States Cup: 2014[8]

### Cá nhân
- Ukrainian Premier League Young Player of the Year: 2013–14
- Genk Player of the Season: 2018–19
- Serie A Player of the Month: May 2021[9]
- Serie A Top Assist Maker: 2020–21[10]